# كاروماما ميري موت
كاروماما ميري موت كانت كاهنة مصرية عريقة وزوجة لآمون خلال الأسرة الثانية والعشرين.
قد تكون هي نفسها كاروماما ابنة الفرعون أوسركون الثاني، الذي كان يصور في قاعة سد. تبعتها حنوت تاوي د ككاهنة عليا. لها تمثال برونزي، تمثال كاروماما، المتعبدة الإلهية آمون (N 500) معروض الآن في متحف اللوفر؛  لها أيضا تمثال نذري لماعت تلقته منه في الكرنك، ولها لوحة وأوشيتي وأواني كانوبية في برلين. تبعتها شبنؤبت الأولى في منصب زوجة آمون وتم العثور على قبرها في ديسمبر 2014 في منطقة معبد الرامسيوم في طيبة.